# Erianthina deflorata
Erianthina deflorata is een rechtvleugelig insect uit de familie Chorotypidae. De wetenschappelijke naam van deze soort is voor het eerst geldig gepubliceerd in 1893 door Carl Brunner von Wattenwyl.